# 者保乡
者保乡，是中华人民共和国广西壮族自治区百色市隆林各族自治县下辖的一个乡镇级行政单位。

## 行政区划
者保乡下辖以下地区：
者保村、江同村、民怀村、那平村、丫口村、同六村、南光村、同福村、中棒村、上棒村、班支花村、作欢村和巴内村。